# Mantelete
El mantelete es una prenda de prelado en Roma y otros lugares, que llevan tanto obispos como monseñores encima de la vestidura de lino llamada roquete. Llega un palmo más abajo de las rodillas y tiene dos aberturas en los costados para sacar los brazos. El color se ajusta al grado clerical del eclesiástico que lo porta.
Si el roquete es símbolo de jurisdicción, el mantelete lo es de jurisdicción restringida: el mantelete cubría el roquete del obispo o del cardenal cuando se encontraban en presencia del Papa, cuando estaban en una diócesis que no era la suya, cuando se ejercía un obispado auxiliar, o en el caso de prelados menores y canónigos, para diferenciar su vestimenta de la del verdadero obispo.
Sin embargo, en España e Hispanoamérica fue habitual hasta la primera mitad del siglo XX que todos los obispos usaran siempre el mantelete abierto, conjuntamente con la muceta e independientemente de las circunstancias, con lo cual su simbología quedaba difuminada.
Como símbolo de jurisdicción colegiada, Pablo VI solicitó la deposición del mantelete a los asistentes al Concilio Vaticano II, por lo que desde entonces su uso ha quedado restringido a monseñores y prelados de la curia romana y a ciertos cabildos eclesiásticos. 

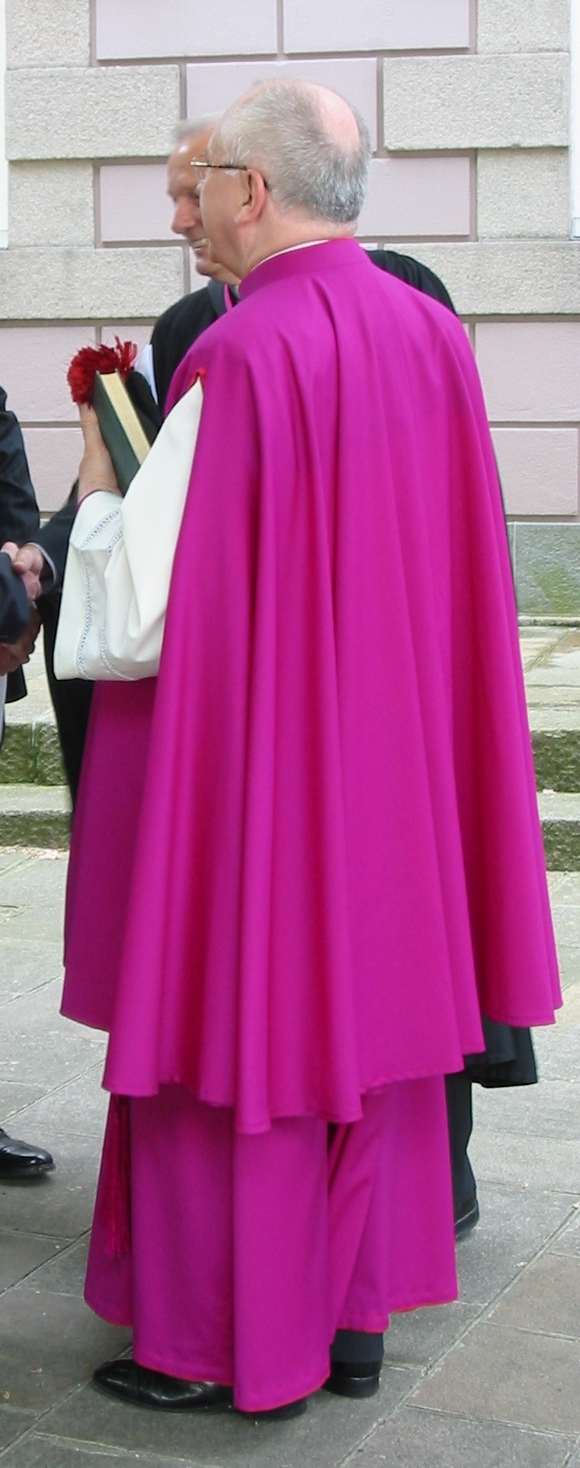
Prelado con Mantelete.

También se llama así a la vestidura más estrecha y corta que el manto ducal o cota de armas con la que, puesta sobre el yelmo, antiguamente se cubría la cabeza. Es una pieza que se representa regularmente en heráldica.